# Кардашов, Василий Алексеевич
Васи́лий Алексе́евич Кардашо́в (24 апреля 1913, Кубанская область — 17 декабря 1953, Адыгейская АО, Краснодарский край) — участник Великой Отечественной войны, командир орудийного расчёта 6-го гвардейского стрелкового полка 2-й гвардейской стрелковой дивизии 2-й гвардейской армии 3-го Белорусского фронта. Полный кавалер ордена Славы.

## Биография

### Ранние годы
Василий Алексеевич Кардашов родился на хуторе Игнатьевский Майкопского уезда Кубанской области (ныне Кошехабльский район Адыгеи) в семье русского крестьянина.
Окончив 8 классов, работал в колхозе, сельсовете и инспектором Госстраха в Кошехабльском районе.
С 1933 по 1935 год Кардашов проходил службу в Красной армии.

### Участие в Великой Отечественной войне
С февраля 1943 года Василий Кардашов принимал участие в боях Великой Отечественной войны. 14 апреля 1943 года в боях за станицу Крымская получил ранение, но остался в строю.
К осени 1943 года воевал в составе 6-го гвардейского стрелкового полка 2-й гвардейской стрелковой дивизии. В его составе прошёл до конца войны, был наводчиком, затем - командиром расчёта 76-мм орудия.
15 сентября 1943 года получил первую боевую награду - медаль «За отвагу», за то что в бою за важную высоту в Крымском районе Краснодарского края подавил огонь миномётной батареи и истребил до 15 гитлеровцев.
В дальнейшем участвовал в боях за освобождение Крыма. 25 апреля в бою за совхоз «Большевик» Балаклавского района подавил огонь трёх пулемётных точек, уничтожил противотанковую пушку с расчётом. Награждён орденом Красной Звезды.
16—17 января 1945 года гвардии старший сержант Кардашов, командуя бойцами, в боях за высоту в 11 км южнее населённого пункта Гумбиннен (ныне Гусев Калининградская область) выдвинулся в боевые порядки стрелковых подразделений, артиллерийским огнём с открытой огневой позиции вывел из строя 2 дзота, подавил миномётную батарею, истребил свыше 20 вражеских солдат и офицеров. 21 января 1945 года приказом командира 2-й гвардейской Таманской стрелковой дивизии генерал-майора Н. С. Самохвалова Кардашов был награждён орденом Славы 3 степени.
2 февраля 1945 года Кардашов со своим орудием в составе штурмовой группы, в бою за населённый пункт Зиддау (ныне Бартошице, Польша) установил орудие на прямую наводку, огнём подавил два пулемёта, препятствовавших продвижению советской пехоты. 22 апреля 1945 года приказом командующего 2-й гвардейской армии П. Г. Чанчибадзе Кардашов был награждён орденом Славы 2 степени.
5 апреля 1945 года Василий Кардашов в бою на подступах к населённому пункту Гермау (ныне посёлок Русское Зеленоградский район, Калининградская область) вместе с расчётом из орудия уничтожил два 75-мм орудия, укреплённые земляными валами и перекрытые сверху, которые мешали советским солдатам овладеть высотой «Лысая». Выведя орудия из строя, расчёт Кардашова открыл пехоте путь к продвижению. Обеспечивая огневую поддержку пехотинцам, Кардашов сумел уничтожить два станковых пулемёта и до 18 солдат и офицеров противника. Указом Президиума Верховного Совета СССР от 29 июня 1945 года Кардашов был награждён орденом Славы 1 степени.

## После войны
В сентябре 1945 года Василий Кардашов был демобилизован. Вернулся на родину. Жил и работал в аулах Кошехабль, Тахтамукай. Работал инспектором Госстраха, бухгалтером и старшим бухгалтером.
17 декабря 1953 года Василий Алексеевич Кардашов скончался. Похоронен на хуторе Суповский, Тахтамукайский район, Адыгейская автономная область, Краснодарского края.

## Память

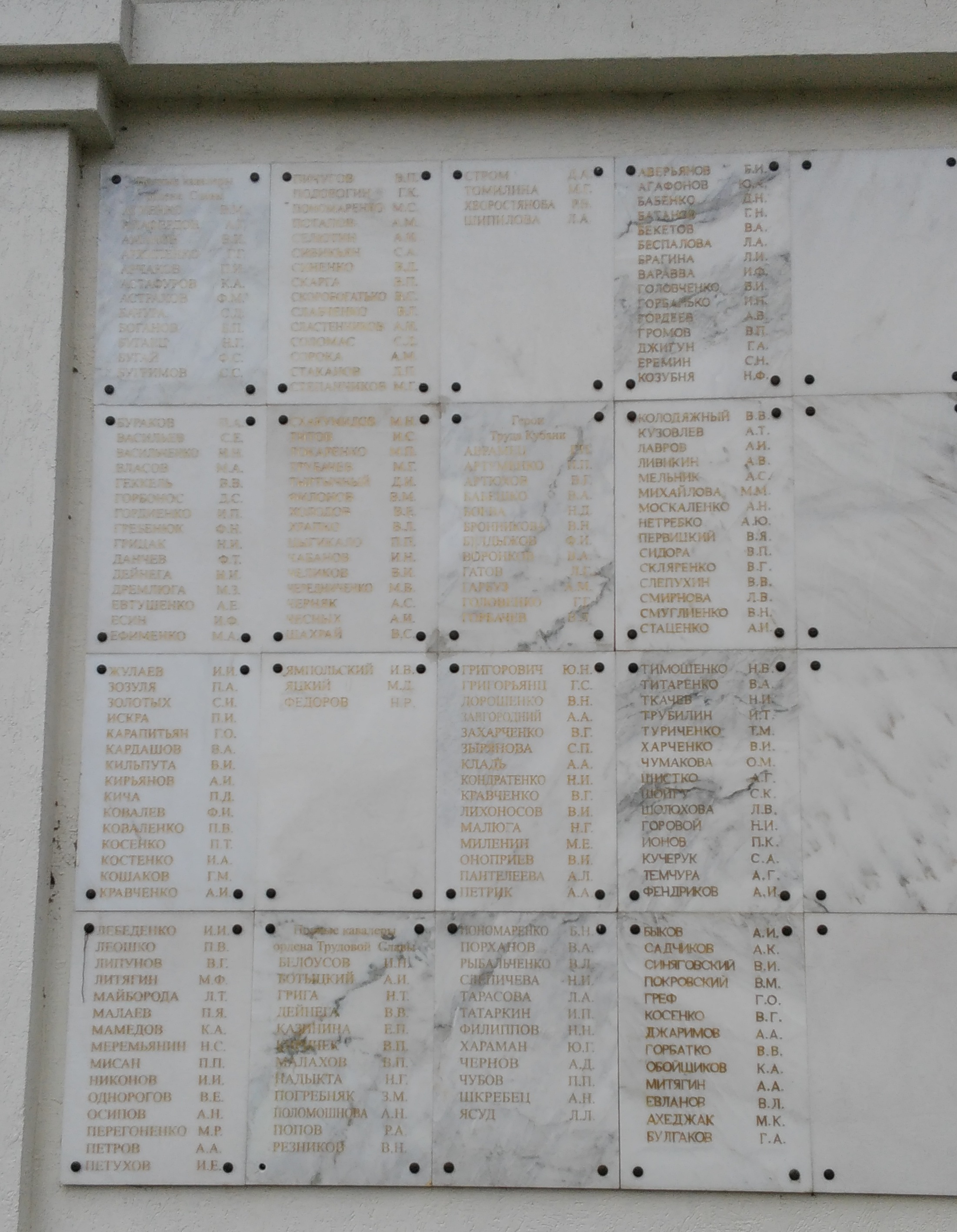
Мемориальная доска с именами полных кавалеров Ордена Славы в Краснодаре.

- В Краснодаре установлена Мемориальная доска с именами полных кавалеров Ордена Славы
- Установлен надгробный памятник на могиле Героя.
- На кладбище хутора Суповский установлен надгробный памятник на могиле Героя[2].
- Одна из улиц в родном хуторе Игнатьевский носит имя Героя.

## Награды
- Орден Красной Звезды (13 мая 1944)
- Орден Славы I степени (29 июня 1945, № 1349)
- Орден Славы II степени (22 апреля 1945, № 25647)
- Орден Славы III степени (21 января 1945, № 194909)
- Медаль «За отвагу» (15 сентября 1943)
- Медаль «За оборону Кавказа» (5 мая 1945, № 048392)
- Медаль «За победу над Германией в Великой Отечественной войне 1941—1945 гг.» (16 ноября 1945, № 0097706)[3]